# Aeroportul Malekoula
Aeroportul Malekoula (IATA: LPM, ICAO: NVSL) este un aeroport din Lamap⁠(d), Malampa⁠(d), Vanuatu ce deservește zona Malekula⁠(d).
Situat la o altitudine de 26 m, aeroportul dispune de o singură pistă.